# Txelu Angoitia
Txelu Angoitia Gutiérrez (Durango, 1960) es un fotógrafo español que elige una mirada cercana al abordar sus tomas, con gran dominio de la composición y cierta preferencia por el blanco y negro en sus trabajos más intimistas.

## Biografía
Txelu Angoitia se formó en Londres y participó en talleres de la agencia Magnum, junto a otros con fotógrafos españoles de prestigio como Ricky Dávila.
Sobresale el interés de Txelu por el enfoque social junto al cuidado profesional. Sus composiciones son arriesgadas, con maestría en la superposición de elementos en distinto plano y en el uso de planos inclinados. Sus imágenes de retrato social transmiten honestidad y ante situaciones duras en países desfavorecidos huye de retratos más llamativos o impactantes a favor de imágenes más sutiles y respetuosas.
Aparte de haber trabajado en prensa y en publicidad y realizar trabajos fotográficos para otros clientes, también imparte talleres fotográficos.

## Conferencias
- 2007. Sala Luis de Ajuria Vitoria[7]

## Publicaciones
- 2006. Paralelo 21. Editorial Erroteta.[8] ISBN 84-96536-49-1
- 2013. Angst (miedo en alemán). Es uno de los tres libros que conforman el proyecto Noctis Labyrinthus, junto a Moo, de Jesús Mari Arruabarrena y Ero, de Segun Lazkano.[9] ISBN 978-84-940017-8-9
- 2017. Tanger Dream.[10][11] ISBN 9788461784462

## Premios
- 2010. Primer premio “Concurso Fotográfico Industrial Armería Eskola.[12][13]

## Exposiciones individuales
- 2007. Photomuseum de Zarauz (Guipúzcoa) (Vizcaya)[14]
- 2008. Paralelo 21. Centro municipal de Deusto (Bilbao).[15]
- 2010. Malaria, viaje a Kinshasa. Zelaieta (Amorebieta (Vizcaya).[16]
- 2010. Malaria, viaje a Kinshasa. Meatzari Aretoa de Musques (Vizcaya).[17]
- 2010. Ayuntamiento de Baquio (Vizcaya)[18]
- 2011. Malaria, viaje a Kinshasa. Facultad de Farmacia de la UPV en Vitoria (Álava).[19]
- 2013. Bizkaia desbordada. Biblioteca Foral de Vizcaya (Bilbao)
- 2014. Malaria, viaje a Kinshasa. Hikateneo de Bilbao[20]̟
- 2017. Tanger Dream. Sala de exposiciones Zelaieta (Bilbao)[21]̟

## Exposiciones colectivas
- 2013. Noctis Labyrinthus. Palacio Casajara (Elorrio), junto a Jesús María Arruabarrena y Segundo Lazkano.[22]

## Sitios web
- Web del autor'
- Lightstalkers
- Al-liquindoi
- Sobre Txelu Angoitia en el blog del fotógrafo Joseba Zabalza
- Txelu Angoitia en Cargo Collective